# Spike (cég)
A Spike (スパイク; Hepburn: Supaiku) egy japán videójáték-fejlesztő és kiadó cég volt, amelyet 2005. november 1-jén alapítottak. A vállalat legtöbb alkalmazottja korábban a Human Entertainment munkatársa volt. A Human Fire Pro Wrestling sorozatának jogai is a Spike tulajdonában voltak. 2012. április 1-jén a cég egyesült a Chunsofttal, így létrehozva a Spike Chunsoftot.

## Videójátékaik

### Saját fejlesztésű játékaik
- Conception: Please Deliver My Child[1]
- Crimson Tears
- Danganronpa: Kibó no gakuen to zecubó no kókószei
- Dragon Ball: Raging Blast
- Dragon Ball: Raging Blast 2
- Dragon Ball Z: Budokai Tenkaichi
- Dragon Ball Z: Budokai Tenkaichi 2
- Dragon Ball Z: Budokai Tenkaichi 3
- Dragon Ball Z: Tenkaichi Tag Team
- Dragon Ball Z: Ultimate Tenkaichi
- Elvandia Story
- Escape from Bug Island (Japánban Necro-Nesia címmel jelent meg)
- Fire Pro Wrestling
- Michigan: Report from Hell
- King of Colosseum
- King of Colosseum II
- LifeSigns: Surgical Unit
- Twilight Syndrome: Kindzsiratera tosi denszecu
- Sindzsuku no ókami
- 428: Fúsza szareta Sibuja de (PlayStation 3 és PlayStation Portable portok)

### Megjelentett játékaik
- Astro Tripper
- BioShock
- Call of Duty 3
- Conflict: Denied Ops (Japánban Double Clutch címmel jelent meg)
- Dead Island
- Dragon Age: Vérvonalak
- Fusigi no Dungeon: Fúrai no siren 3: Karakuri jasiki no nemuri hime (PSP változat)
- Formation Soccer 2002
- Fusigi no Dungeon: Fúrai no siren 4: Kami no me to akuma no heszo
- Gacsitora!: Abarenbó kjósi in High School
- Greed Corp
- Haze
- Homefront
- Kane & Lynch: Dead Men
- Kenka bancsó
- Kenka bancsó 2: Full Throttle
- Kenka bancsó 3: Zenkoku szeiha
- Kenka bancsó 4: Icsinen szenszó
- Kenka bancsó 5: Otoko no Rule
- MadWorld
- Metro 2033
- Midnight Club: Los Angeles
- Red Faction: Guerrilla
- Sacred 2: Fallen Angel
- Samurai Western
- The Darkness
- Tomb Raider: Legend
- Tomb Raider: Anniversary
- Tomb Raider: Underworld
- True Crime: New York City
- Urban Chaos: Riot Response
- Wanted: Weapons of Fate
- Way of the Samurai
- Way of the Samurai 2
- Way of the Samurai 3
- Way of the Samurai 4
- 999: Nine Hours, Nine Persons, Nine Doors